# Marta Bastianelli
Marta Bastianelli (ur. 30 kwietnia 1987 w Velletri) – włoska kolarka szosowa, mistrzyni świata w wyścigu ze startu wspólnego (2007).

## Kariera
Pierwszy sukces w karierze Marta Bastianelli osiągnęła w 2004 roku, kiedy zdobyła srebrny medal w wyścigu ze startu wspólnego podczas mistrzostw świata juniorów. Rok później była trzecia w tej samej konkurencji na mistrzostwach Europy juniorów. Już na rozgrywanych w 2007 roku mistrzostwach świata w Stuttgarcie zdobyła swój pierwszy medal w kategorii elite, zwyciężając w wyścigu ze startu wspólnego. W zawodach tych wyprzedziła Holenderkę Marianne Vos oraz swą rodaczkę Giorgię Bronzini. W tym samym roku była druga na mistrzostwach Europy U-23, a rok później zdobyła brązowy medal. W połowie 2008 roku w jej organizmie wykryto niedozwoloną substancję - fenfluraminę, za co została zdyskwalifikowana na dwa lata. Do zawodowego kolarstwa powróciła w lipcu 2010 roku.